# 西德尼·布伦纳
西德尼·布伦纳，CH，FRS（英語：Sydney Brenner，1927年1月13日—2019年4月5日），南非生物学家，2002年诺贝尔生理学或医学奖获得者。

## 教育和早期生活
布伦纳出生在南非小镇杰米斯顿。他的双亲是犹太移民。父亲1910年从立陶宛来到南非，而母亲于1922年从拉脱维亚的首都里加移居南非。他有一个妹妹Phyllis。
布伦纳在杰米斯顿高中和金山大学接受教育后，在牛津大学获得哲学博士学位。

## 职业和研究
1960年代，布伦纳在分子生物学领域成就突出。1961年，他与佛朗西斯·克里克通过克里克-布伦纳实验解释了蛋白质翻译的三元码，发现了移码突变。这个发现提供了遗传密码前期解释。之后他专注于秀丽隐杆线虫的研究。发现器官发育和细胞程序性细胞死亡（细胞程序化凋亡）的遗传调控机理。2002年12月，他的诺贝尔演讲的题目为"Nature's Gift to Science"，介绍了线虫动物门，他被认为选择了正确研究方向，并选择了正确的生物体。
布伦纳创建了分子科学研究院（Molecular Sciences Institute），他还和多所研究机构有合作关系，如美国索尔克生物学研究所、日本沖繩科學技術大學院大學、新加坡分子与细胞生物学研究院（Institute of Molecular and Cell Biology）、霍华德休斯医学院（霍华德·休斯医学研究所）的珍妮莉娅法姆研究学院（珍利亞農場研究園區）。并且他在期刊《现代生物学》（Current Biology）杂志设有专栏“Loose Ends”，以敏锐的科学视角和辛辣的文笔而著称。2001年他出版了专著A Life In Science。
他也是在斯克里普斯研究所的科学理事，以及在那里作为遗传学教授。
2006年10月11日，布伦纳被新加坡科学技术研究局授予国家科学技术奖章，表彰他为新加坡科学和文化的发展所做的贡献。

## 荣誉

### 外国勋章奖章
- 旭日大绶章（日本，2017年4月29日公布[21]）